# 船岛
船岛（Skeppsholmen）是瑞典斯德哥尔摩的一个岛屿。有船岛桥（Skeppsholmsbron）和城堡岛桥（Kastellholmsbron）通往布拉西岛（Blasieholmen）和城堡岛（Kastellholmen）。
由于其地处斯德哥尔摩的波罗的海入口的战略位置，传统上是一些军事建筑的所在地。但是今天岛上只有几座博物馆，如斯德哥尔摩的现代艺术博物馆（Moderna museet），在同一栋大楼内的建筑博物馆，以及东亚博物馆（Östasiatiska Muséet）。岛上还有大篷车剧院（Teater Galeasen）。在其南岸是老帆船查普曼（af Chapman），现在是一个青年旅舍。前往该岛可以步行从国王花园（Kungsträdgården），经大酒店（Grand Hôtel）和国家博物馆，乘坐65号巴士，或从Slussen、动物园岛（Djurgården）或Nybroplan乘船前往。
每年夏天，在船岛举办斯德哥尔摩爵士音乐节。
59°19′33″N 18°05′03″E / 59.32583°N 18.08417°E